# Rainvillers
 Rainvillers  es una comuna y población de Francia, en la región de Picardía, departamento de Oise, en el distrito de Beauvais y cantón de Auneuil.
Su población en el censo de 1999 era de 886 habitantes.
Está integrada en la Communauté d'agglomération du Beauvaisis.

## Demografía
| 578 | 663 | 736 | 869 | 863 | 886 |
| Para los censos de 1962 a 1999 la población legal corresponde a la población sin duplicidades (Fuente: INSEE [Consultar]) |     |     |     |     |     |

- Datos: Q1335497
- Multimedia: Rainvillers / Q1335497

1. ↑  Worldpostalcodes.org, código postal n.º 60155.
2. ↑  INSEE, Datos de población para el año 2012 de Rainvillers (en francés).